# Widonides
Les Widonides sont une dynastie issue de la noblesse franque des VIIIe – IXe siècles.

## Dénomination
Ses membres sont également appelés les Vitton ou Guy-Garnier-Lambert : les principaux prénoms de ce lignage étaient en effet Guy (latin Wido, Widonis, Vidoni transformé ensuite en Guido / Vito en italien), Garnier et Lambert.

## Histoire
La famille a ses origines franques en Austrasie où elle donne les deux évêques héréditaires de Trèves Basinus et Liévin ou Leudwinus, fondateur du monastère de Mettlach revendiqué à la mort de son parent, l'évêque Milon († 744), par Lambert le père de Guy, Garnier et Hrodolt. Elle intervient ensuite dans  les Marches de Bretagne, contrôlées par Roland. Les Widonides passèrent ensuite en Italie où ils s'implantèrent et où certains d'entre eux furent successivement ducs de Spolète, rois d'Italie et empereurs d'Occident.

## Généalogie
- Lambert
  - Guy, Comte des Marche de Bretagne (†av. 819) ,
    - Lambert Ier, (†836) comte de Nantes, de 818 à 834,
      - Guy Ier, duc de Spolète, (italien : Dux Vito di Spoleto) (†860)
        - Lambert Ier, duc de Spolète (†880),
          - Guy II duc de Spolète († (882/883) ),

        - Guy III, roi d'Italie et empereur d'Occident (†894)
          - Lambert, fils de Guy III, roi d'Italie et empereur d'Occident (†898)

        - Conrad comte de Lecce
          - (?) Guy IV qui contrôle un temps Spolète Camerino et Bénévent (†897)
          - (?)  Itta, épouse de Guaimar Ier de Salerne

      - Lambert II, comte de Nantes et d'Angers (†852)
        - Lambert [III]
        - Wigbert (†853)

  - Hrodolt ou Frodoald, comte de Vannes
    - ? Gui II de Vannes, comte de Vannes  (†834),

## Listes des dynastes par titres

### Évêque de Trèves
- 671-697 : Saint Basin
- 697-718 : Saint Liévin

### Ducs de Spolète
- 834-836 : Lambert Ier de Nantes,
- 836-842 : Bérenger (non Widonide)
- 842-860 : Guy Ier de Spolète,
- 860-871 : Lambert Ier de Spolète, première fois
- 871-876 : Suppo III de Spolète (Supponides)
- 876-880 : Lambert Ier de Spolète, seconde fois
- 880-882 : Guy II de Spolète
- 882-889 : Guy III de Spolète
- 889-897 : Guy IV de Spolète
- 897-898 : Lambert II

### Rois d'Italie
- 889-894 : Guy
- 892-898 : Lambert

### Empereurs d'Occident
- 891-894 : Guy
- 894-898 : Lambert